# جون كارلسون (لاعب هوكي جليد)
جون كارلسون (بالإنجليزية: John Carlson)‏ هو لاعب هوكي جليد أمريكي، ولد في 10 يناير 1990 في ناتيك في الولايات المتحدة.

## وصلات خارجية
- جون كارلسون على موقع دوري الهوكي الوطني (الإنجليزية)
- جون كارلسون على موقع قاعة مشاهير الهوكي (لاعب أن.إتش.أل) (الإنجليزية)
- جون كارلسون على موقع EliteProspects.com (الإنجليزية)
- جون كارلسون على موقع HockeyDB.com (الإنجليزية)
- جون كارلسون على موقع Hockey-Reference.com (الإنجليزية)
- جون كارلسون على موقع أوليمبيديا (الإنجليزية)